# پل طبیعت اهواز
پل طبیعت اهواز پل پیاده‌رو است که از بالای رودخانهٔ کارون عبور می‌کند و پارک‌های لاله و ساحلی راه به یک دیگر وصل می‌کند.

## مشخصات پل
پل طبیعت اهواز با طول ۵۰۰ متر (۱٫۶۴۰ فوت) و عرض ۵ متر (۱۶٫۴ فوت) از خط لولهٔ انتقال آب که از رده خارج شده بودند ساخته شد. پل از سه لایه قطعات و حدود ۳۰۰ نقطه جوش تشکیل شد است تا استحکام آن تضمین شود. همچنین در سطح پل حدود ۲۵۰۰ متر مربع چوب پلاست برای کفپوش قرار گرفت.